# EO-Gezinsdag
De EO-Gezinsdag was een jaarlijks terugkerend evenement in Nederland, waarbij - met name met de Evangelische Omroep verbonden - gezinnen bij elkaar kwamen om met elkaar te zingen, te bidden en naar toespraken te luisteren. Ook waren er workshops, en speciale programma's voor kinderen. 
De dag ontstond in 2002 uit de EO-Familiedag, die na 28 jaar onder die naam te hebben bestaan in twee evenementen werd opgesplitst: de EO-Gezinsdag en de jaarlijkse Nederland Zingt-dag. De reden van de splitsing was dat de doelgroepen te ver uiteenliepen.
De EO-Gezinsdag werd door de Evangelische Omroep georganiseerd en gefinancierd. Daarnaast was er sponsoring door de eigen achterban. De presentatie van de EO-Gezinsdag was in handen van televisiepresentator Bert van Leeuwen. In 2008 was de EO echter genoodzaakt om de EO-Gezinsdag stop te zetten vanwege het gebrek aan financiële middelen.
| Jaar | Thema               | Locatie   | Presentatie                             | Artiesten                                                                        | Sprekers          |
| ---- | ------------------- | --------- | --------------------------------------- | -------------------------------------------------------------------------------- | ----------------- |
| 2002 | Een nieuwe naam     | Jaarbeurs | Bert van Leeuwen, Boris van Leeuwen     | Prinsen & Prinsessen, Reland, Ronduit Gospel Choir,                              | Nico van Leer     |
| 2003 | Klein=Groot         | Jaarbeurs | Bert van Leeuwen, Boris van Leeuwen     | Continental Kids, Prinsen & Prinsessen                                           | ?                 |
| 2004 | Hallo? Contact      | GelreDome | Bert van Leeuwen, Bertine van den Oever | Elly en Rikkert                                                                  | Wim de Knijff     |
| 2005 | Als ik groot ben... | GelreDome | Bert van Leeuwen, Bertine van den Oever | Continental Kids, The Kids Crew, Michael W. Smith                                | Peter Kos         |
| 2006 | Ruth & Boaz         | GelreDome | Bert van Leeuwen, Bertine van den Oever | Darlene Zschech, Hillsong, The Kids Crew, Voorwaar,                              | Ron van der Spoel |
| 2007 | Hier ben ik!        | GelreDome | Bert van Leeuwen                        | Darlene Zschech, Elly en de Wiebelwagen, Gert-Jan van den Ende, Michael W. Smith | Remco Hakkert     |